# Гямыш
Гямы́ш (азерб. Gamış dağı) — вершина Малого Кавказа, расположенная на хребте Муровдаг в Азербайджане. 
Высота вершины составляет 3724 м. Сложена изверженными породами.